# Hecken (Hunsrück)

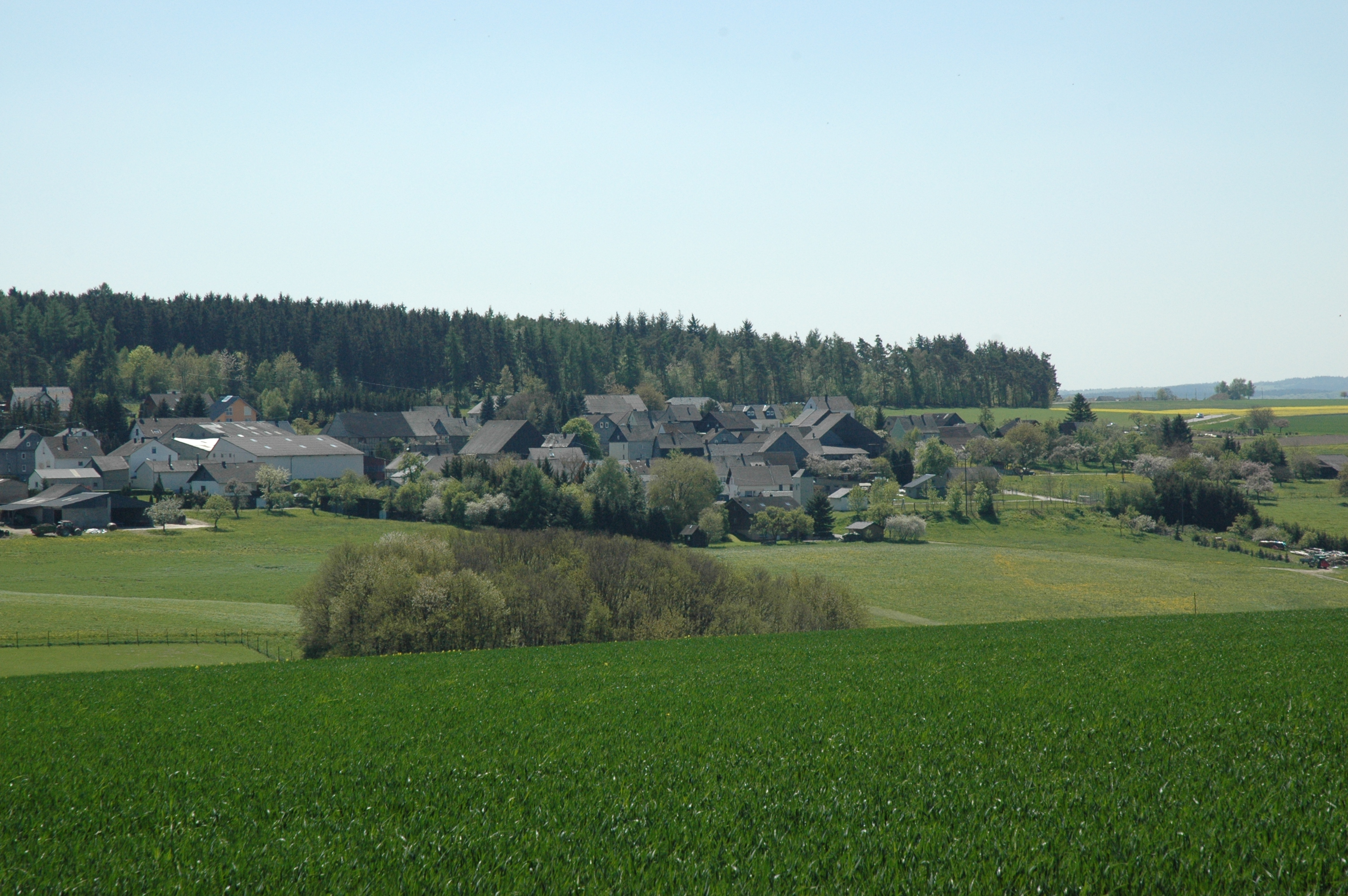
Hecken aus nördlicher Richtung

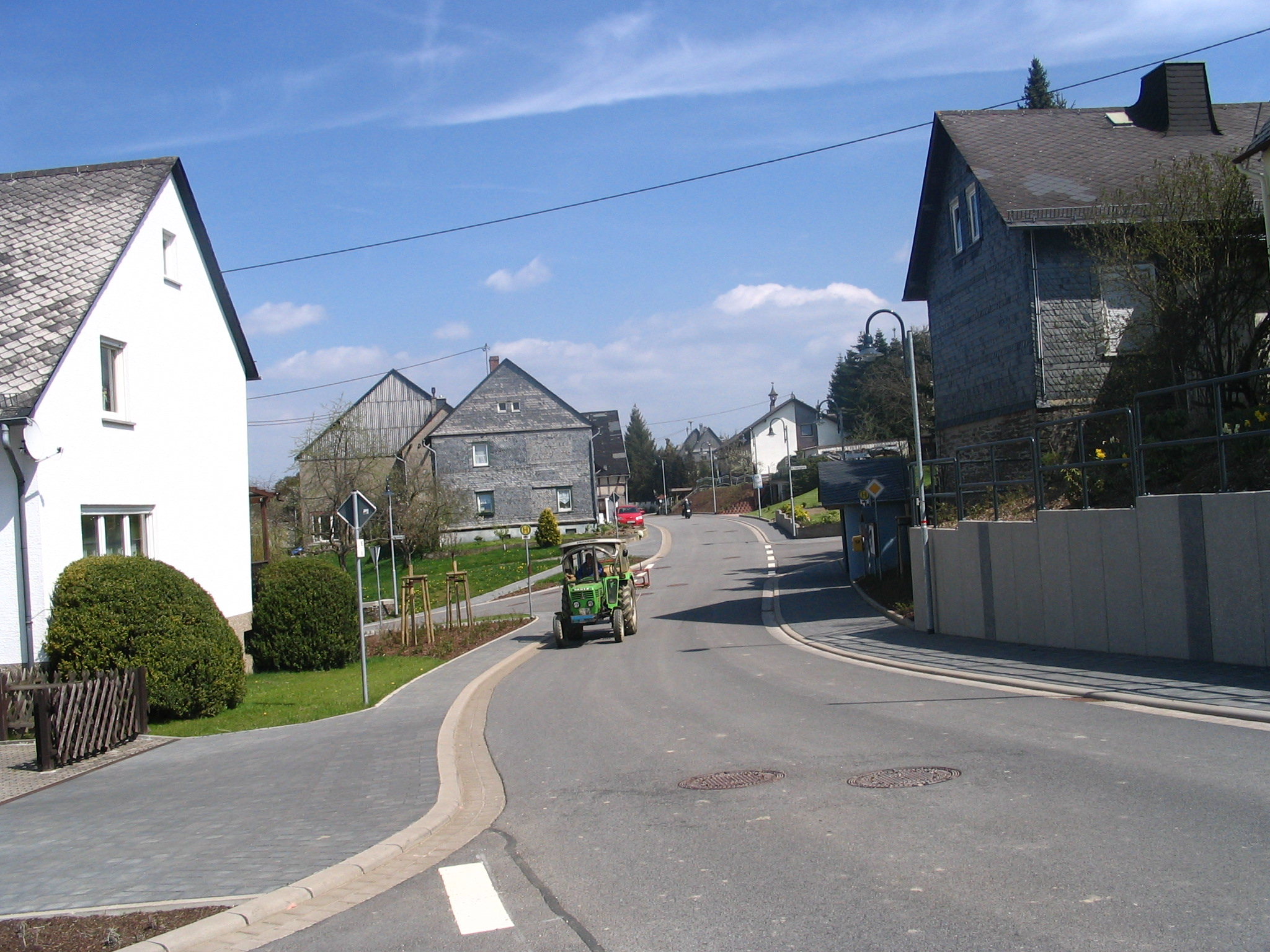
Hauptstraße aus westlicher Richtung

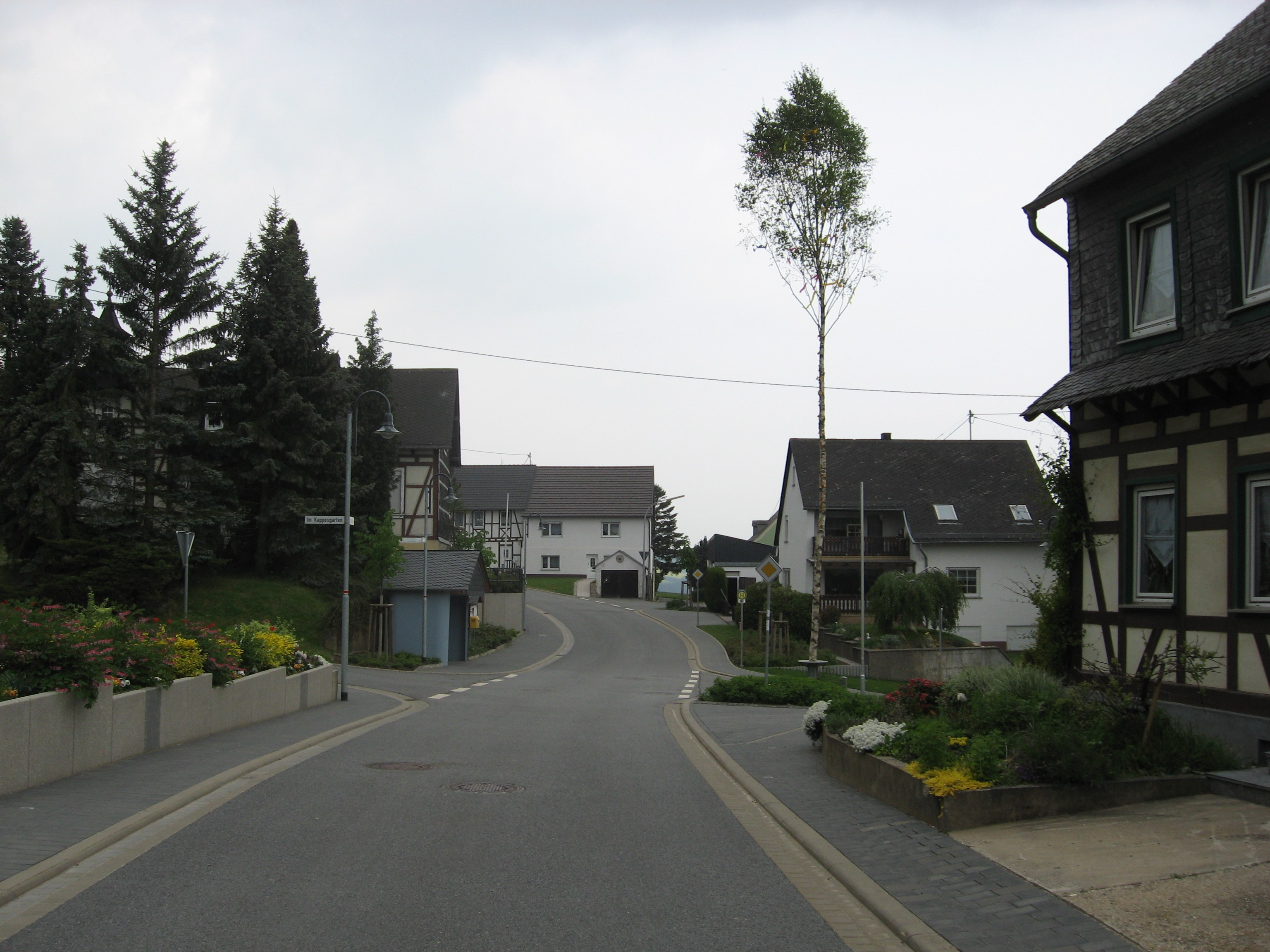
Hecken aus östlicher Richtung

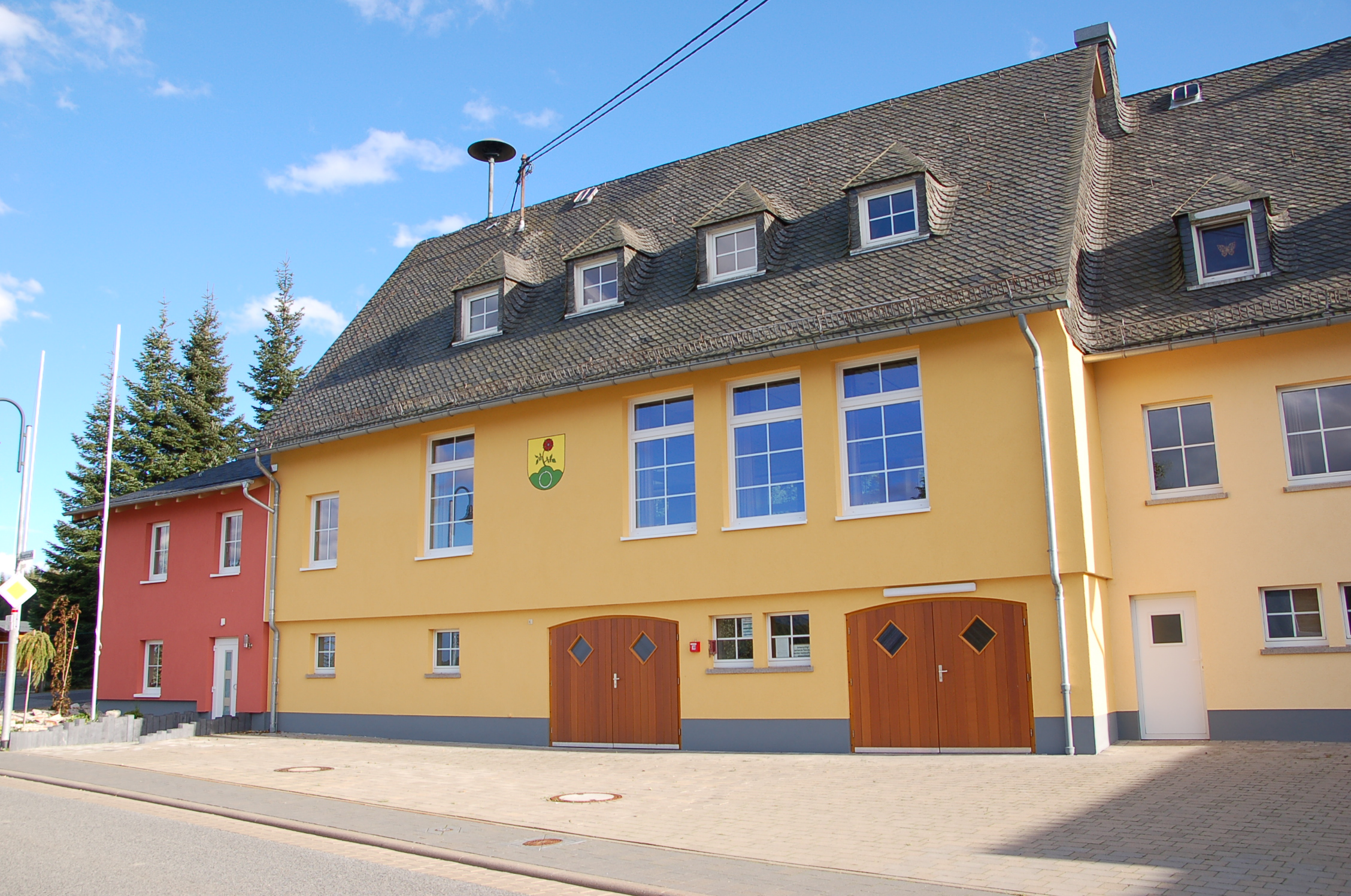
Gemeindehaus, ehemalige Schule

Hecken ist eine Ortsgemeinde im Rhein-Hunsrück-Kreis in Rheinland-Pfalz. Sie gehört der Verbandsgemeinde Kirchberg (Hunsrück) an.

## Geographie
Hecken liegt inmitten der Mittelgebirgslandschaft des Hunsrücks rund drei Kilometer südlich der Stadt Kirchberg, am Rande des Kyrbachtals. Der Name leitet sich vom „Hag“ her, das ein eingehegtes Feld- oder Waldstück bezeichnet. Die Gemarkung misst 3,89 km² auf rund 390 bis 420 m ü. NN. Etwa die Hälfte der Gemarkung ist bewaldet.

### Nachbarorte
| Dillendorf | Kirchberg (Hunsrück)                        | Maitzborn    |
| Dill       | Kompassrose, die auf Nachbargemeinden zeigt | Womrath      |
| Sohrschied | Lindenschied                                | Dickenschied |

## Geschichte
Die erste urkundliche Erwähnung stammt aus dem Jahre 1291. Graf Johann von Sponheim erlaubte seinem Kastellauner Burgmann Herrmann von Kestilun, seine Frau Sophia auf dem Hof, der den Grafen von Sponheim gehörte, in Hecken zu bewittumen. Um das Jahr 1310, nach neueren Erkenntnissen des Landeshauptarchiv Koblenz wohl 1330–1335, wird der Ort unter dem Namen Heckin im Sponheimischen Gefälleregister der Grafschaft Sponheim erwähnt.
Beginnend mit Heinrich von Hecken, der dem Kirchberger Schöffengericht angehörte, nannte sich ein Rittergeschlecht nach dem Ort.
Mit der Besetzung des linken Rheinufers 1794 durch französische Revolutionstruppen wurde der Ort französisch, 1815 wurde er auf dem Wiener Kongress dem Königreich Preußen zugeordnet. Seit 1946 ist der Ort Teil des damals neu gegründeten Landes Rheinland-Pfalz.
Im Bannholz, einem Waldgebiet zwischen Hecken, Lindenschied und Dickenschied, fanden sich früher etwa 100 Hügelgräber. Bei Planierungsarbeiten im Rahmen einer Landumlegung wurde 1953 ein Brustwendelring gefunden.

### Religion
Die evangelischen Hecker gehören seit 1963 zur Evangelischen Kirchengemeinde Dickenschied im Kirchenkreis Simmern-Trarbach, die katholischen Bewohner sind Mitglieder der Pfarrgemeinde St. Michael Kirchberg, wie auch die Evangelischen bis Ende 1962 Kirchberg zugeordnet waren.

## Politik

### Gemeinderat
Der Gemeinderat in Hecken besteht aus sechs Ratsmitgliedern, die bei der Kommunalwahl 2024 in einer Mehrheitswahl gewählt wurden, und dem ehrenamtlichen Ortsbürgermeister als Vorsitzendem.

### Bürgermeister
Ortsbürgermeister von Hecken ist seit 2024 Otmar Kötz.
Der Vorgänger war Heinz-Jürgen Ströher. Bei der Kommunalwahl 2019 wurde er in seinem Amt bestätigt.

### Wappen
| Wappen von Hecken | Blasonierung: „In Gold aus einem grünen Dreiberg, darin ein silberner Wendelring, wachsend eine grün bespitzte und blaubesamte rote heraldische Rose auf bogigem grünem Stängel mit beidseitigen fünfblättrigen grünen Trieben.“                                                |
| Wappen von Hecken | Wappenbegründung: Die Rose und der Dreiberg stellen eine Heckenrose auf einem Hügelgrab dar und nehmen mit dem Wendelring Bezug zu dem erwähnten Grabfund. Das Wappen der Ortsgemeinde Hecken wurde 1997 durch das Ministerium des Innern des Landes Rheinland-Pfalz genehmigt. |

## Wirtschaft
In Hecken gibt es derzeit (2014) noch zwei Vollerwerbslandwirtschaftsbetriebe sowie einen Betrieb aus dem Bauhandwerk.

## Sehenswürdigkeiten
Aus dem Jahr 1878 stammt ein Fachwerkhaus, das Haus Ursula genannt wird. Die ehemalige Schule wurde 1978 grundlegend renoviert. Das Haus wurde mehrere Jahre von einer Ordensgemeinschaft als Begegnungshaus genutzt und befindet sich heute in Privatbesitz. Die ehemalige Schulglocke des Gebäudes befindet sich einem separaten Glockenturm und wird abends sowie bei besonderen Anlässen, zum Beispiel bei Todesfällen oder Gottesdiensten, geläutet. Bis Ende 2012 geschah dies von Hand, seither leistet ein Elektromotor die Arbeit.